# Fátima Gálvez
Fátima Gálvez (ur. 19 stycznia 1987 w Baenie) – hiszpańska strzelczyni, mistrzyni świata i Europy, dwukrotna złota medalistka igrzysk europejskich, dwukrotna uczestniczka igrzysk olimpijskich.

## Igrzyska olimpijskie
W 2012 roku na igrzyskach olimpijskich w Londynie awansowała do finału trapu, w którym zajęła piąte miejsce. Cztery lata później w Rio de Janeiro w półfinale była czwarta, co pozwoliło jej wystąpić w pojedynku o trzecie miejsce. Tam przegrała po dogrywce z Amerykanką Corey Cogdell.
| Igrzyska | Miejscowość    | Konkurencja | Kwalifikacje | Kwalifikacje | Półfinał | Półfinał | Finał | Finał   |
| Igrzyska | Miejscowość    | Konkurencja | Wynik        | Pozycja      | Wynik    | Pozycja  | Wynik | Pozycja |
| -------- | -------------- | ----------- | ------------ | ------------ | -------- | -------- | ----- | ------- |
| IO 2012  | Londyn         | Trap        | 70           | 6. Q         | —        | —        | 87    | 5.      |
| IO 2016  | Rio de Janeiro | Trap        | 69           | 3. Q         | 12       | 4. BM    | 13    | 4.      |